# アルフヘイム
アルフヘイム、もしくはアールヴヘイム（Alfheim, Álfheimr）は、北欧神話において光の妖精（エルフ）の住む国。
九つの世界の第一層に存在し、ヴァン神族のフレイが彼らの王であるとされる。アルフヘイムに住むエルフの鍛冶屋、ヴォルンド（Voundr、アングロサクソンの間ではウェイランド）は主神オーディンの剣を打ったとされ、闇のエルフが住む国はスヴァルトアルファヘイムと呼ばれ、第二層にある。